# Zespół dworski w Przyborowie
Zespół dworski w Przyborowie – zespół dworski, w którego skład wchodzi dwór oraz park z dwoma stawami, zlokalizowany w Przyborowie, w gminie Borzęcin, w powiecie powiecie brzeskim, w małopolsce. Jest wpisany do rejestru zabytków nieruchomych.

## Roślinność
w parku występują liczne okazy starodrzewu grabowego, lipowego i dębowego oraz grupa drzew egzotycznych.

## Historia[2]
W 1834 roku Jakub Łasiński, ziemianin, kupił na aukcji od austriackiego skarbu państwa wsie Przyborów, Łęki i Rudy-Rysie (dzisiaj jedna wieś, wówczas dwie osobne). Dwór został wybudowany przed 1847 rokiem, a na przełomie lat 70. i 80. dokonano jego przebudowy.

### Pierwsza przebudowa
Podczas pierwszej przebudowy dwór powiększono o nową, piętrową część zachodnią z przybudowaną od strony parku klasycystyczną, czterokolumnową galerią widokową. Pojawiły się również neogotyckie elementy wystroju architektonicznego (strzępiaste szczyty, wieżyczki i wykusiki).

### Druga przebudowa
Druga przebudowa dworu miała miejsce na początku XX wieku. Wówczas to przy północnej ścianie szczytowej powstał taras widokowy ze schodami prowadzącymi na nowy podjazd oraz w kierunku parku.

### Okres PRL
Po II wojnie światowej dwór w Przyborowie przeszedł w ręce Skarbu Państwa i przez wiele lat pełnił funkcję budynku administracyjnego Państwowego Gospodarstwa Rybnego.

## Obecnie
Na początku lat 2000 obiekt był zarządzany przez Agencję Nieruchomości Rolnych, która oddała go w dzierżawę, wówczas część dworu została przeznaczona dla gospodarstwa agroturystycznego, a część dla Gospodarstwa Rybackiego Przyborów, które istnieje do dzisiaj. 
Zespół dworski w Przyborowie obecnie należy do Krajowego Ośrodka Wsparcia Rolnictwa, które kontynuuje dzierżawę.

## Ciekawostki

### Stanisław Łasińki
Z rodu Łasińskich pochodzi Stanisław Łasiński, ur. w Przyborowie (1869-1894) - polski malarz, członek „szkoły monachijskiej”, krytyk sztuki. 

### Johan Ritter Von Bezard
Jedną z ciekawostek tego miejsca jest historia Jana Bezarda, a właśc. Johana Rittera von Bezarda, austriackiego oficera i wynalazcy busoli. W XIX wieku mieszkał on w dworku położonym około 100 metrów od głównego dworu ziemiańskiego. Istnieje dokument potwierdzający, że Bezard otrzymał nagrodę za stworzenie przyrządu znanego jako „Busola Bezarda”.